# The Stranger (1918)
The Stranger é um filme de curta-metragem norte-americano do gênero comédia muda com o ator cômico Oliver Hardy, dirigido por Arvid E. Gillstrom em 1918. Cópias deste filme sobrevivem em coleções particulares e foi lançado em DVD.

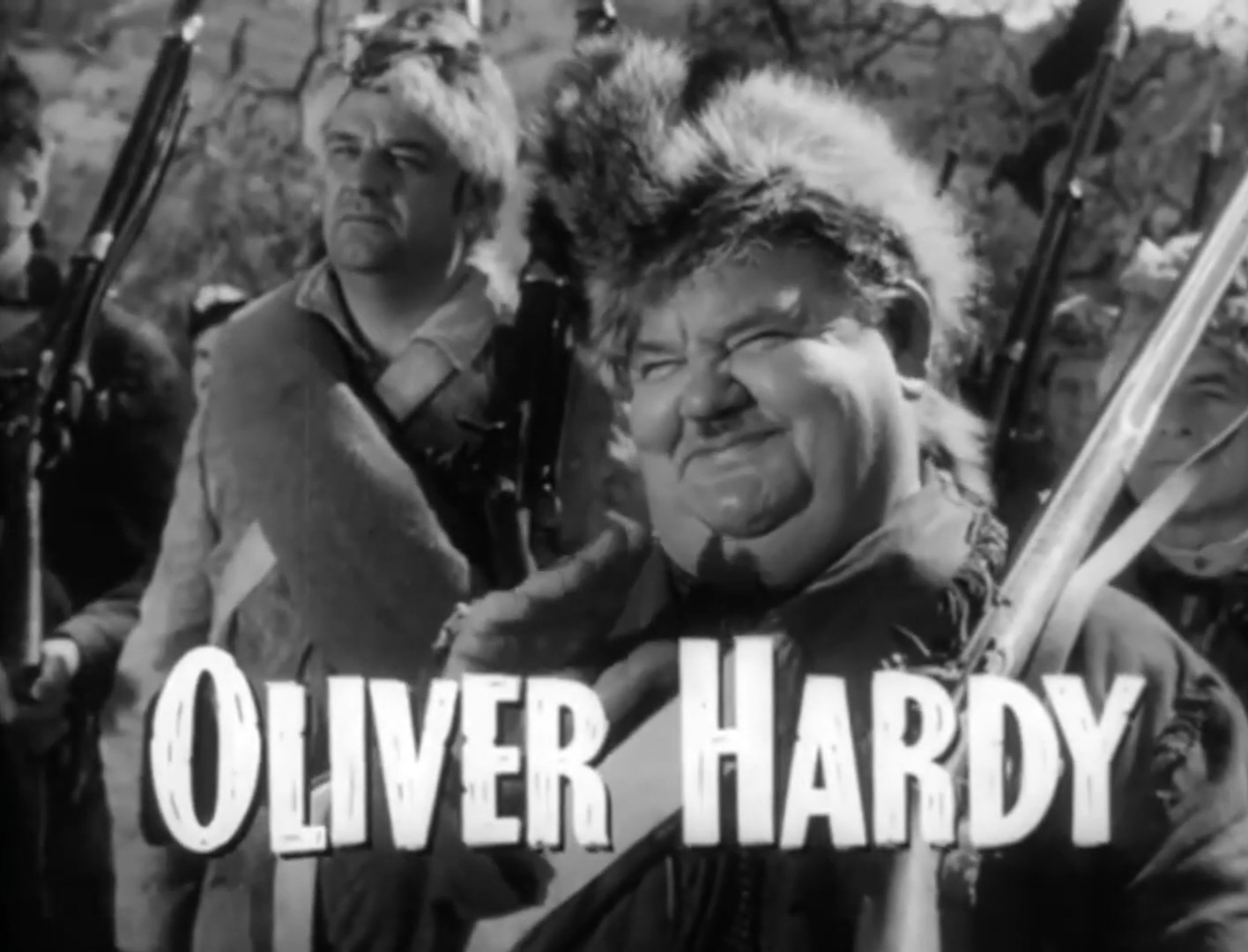
Oliver Hardy